# Ectropothecium erythrocaule
Ectropothecium erythrocaule är en bladmossart som beskrevs av Hugh Neville Dixon 1935. Ectropothecium erythrocaule ingår i släktet Ectropothecium och familjen Hypnaceae. Inga underarter finns listade i Catalogue of Life.